# ویگونتزا
ویگونتزا (به ایتالیایی: Vigonza) یک کومونه در ایتالیا است که در استان پادووا واقع شده‌است. ویگونتزا ۳۳٫۳ کیلومتر مربع مساحت و ۲۰٬۴۲۱ نفر جمعیت دارد و ۱۴ متر بالاتر از سطح دریا واقع شده‌است.